# Boa de nisip
Boa de nisip sau șarpele de nisip (Eryx jaculus) este un șarpe ovovivipar neveninos din familia boide (Boidae) răspândit în Peninsula Balcanică, Bulgaria și România. A mai fost găsit în nordul Africii și în vestul Asiei Mici. Specia cuprinde 3 subspecii: Eryx jaculus jaculus din nordul Africii, Eryx jaculus turcicus din Peninsula Balcanică și vestul Asiei mici, Eryx jaculus familiaris din Persia, Armenia și estul Asiei Mici. În România trăiește subspecia Eryx jaculus turcicus, care este foarte rară, fiind semnalată doar în Dobrogea, la Cernavodă, Cochirleni, Cărpiniș. Este o specie declarată monument al naturii și ocrotită prin lege. 

## Descrierea
Are corpul cilindric, gros, lung de până la 80 cm, de aceeași grosime pe toată întinderea lui. Capul este mic, fără gât. Botul este puternic, retezat și depășește cu mult mandibula. Ochii sunt mici, cu pupila verticală, înconjurați de un inel format din 9-10 solzi mici. Coada este foarte scurtă și terminată rotund. În regiunea anală, de ambele părți ale deschiderii anale, există câte o gheară mică, rudiment al membrelor posterioare (poate lipsi la femele). Solzii dorsali sunt mici și dispuși în 40-50 de șiruri longitudinale. Scuturile de pe cap sunt mici, aproape de aceeași mărime cu solzii dorsali. Scuturile ventrale sunt îngustate, dispuse în 163-200 de șiruri transversale; scuturile subcaudalele (în număr de 15-33) sunt dispuse într-un singur șir.

## Coloritul
Șerpii adulți au spatele gălbui sau cenușiu-deschis, cu pete brun-închise, mari și neregulate, așezate transversal și cu numeroase puncte mici negre. Capul este cenușiu cu zona temporală albă; între partea posterioară a ochiului și colțul gurii se află o bandă lată, închisă. Abdomenul este gălbui, pătat cu negru. Exemplarele tinere au spatele închis, negricios, cu două șiruri de pete albe, abdomenul alb cu pete negre.

## Habitatul și comportamentul
Preferă solurile nisipoase și pământul afânat, unde își sapă cu multă rapiditate un ascunziș. Duce o viață nocturnă. Ziua stă îngropat aproape în întregime în nisip sau se ascunde sub pietre.  

## Hrana
Se hrănește cu șoareci, șopârle, melci.

## Reproducerea

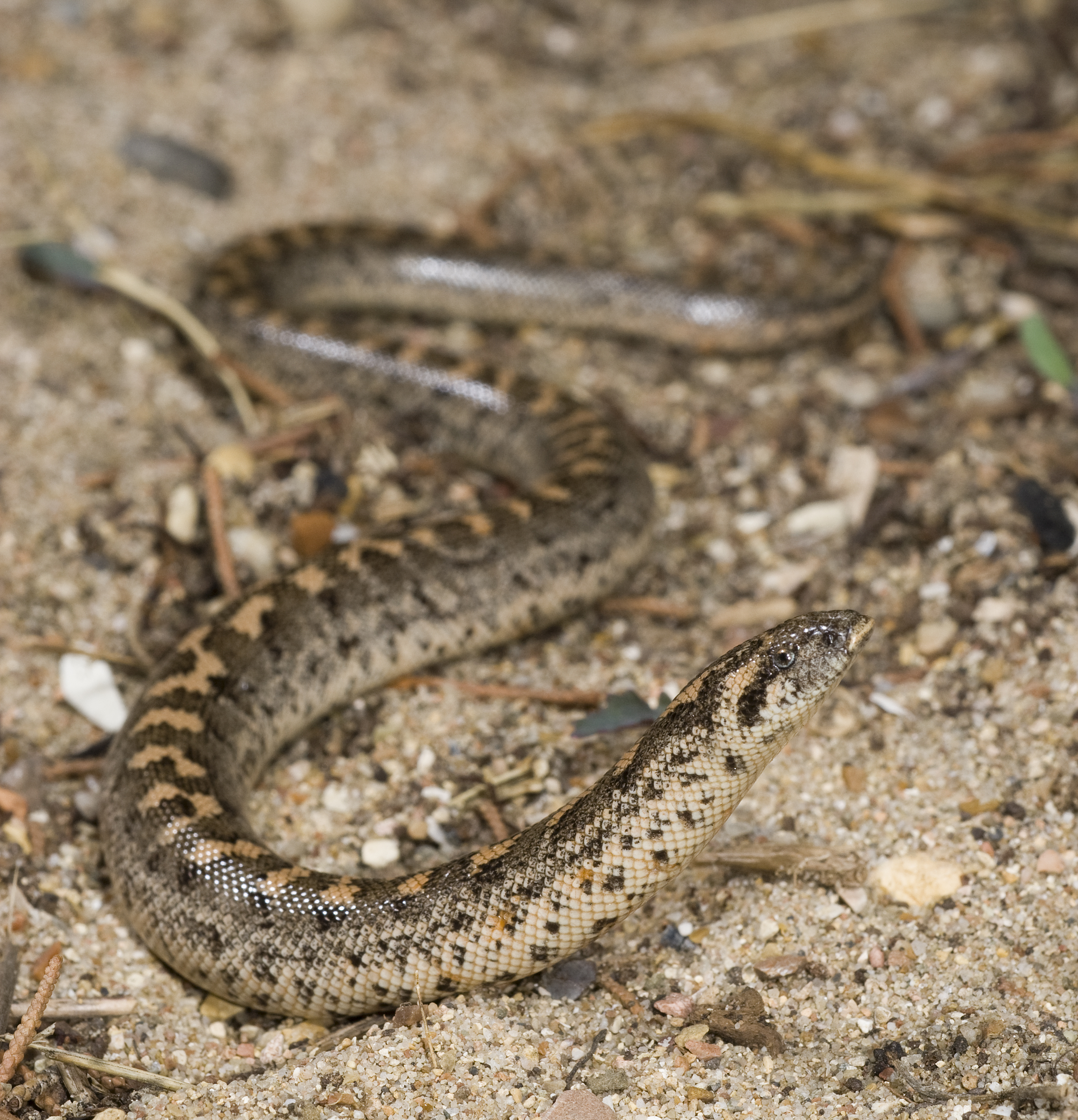

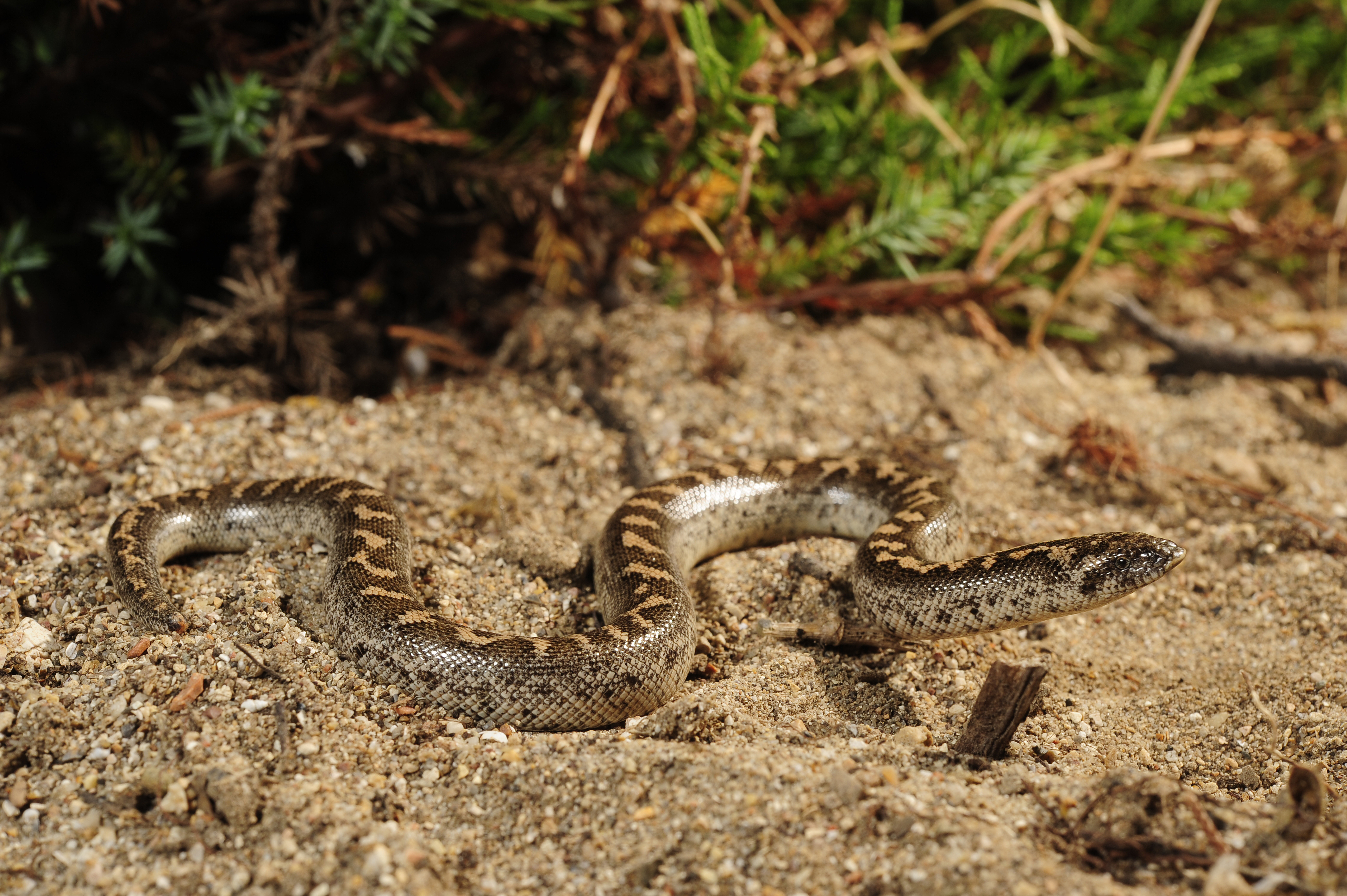

Este ovovivipar. Femela depune în luna iulie 6-12 ouă din care eclozează imediat puii.